# Collegio di Brentwood and Ongar
Brentwood and Ongar è un collegio elettorale situato nell'Essex, nell'Est dell'Inghilterra, e rappresentato alla Camera dei comuni del Parlamento del Regno Unito. Elegge un membro del parlamento con il sistema first-past-the-post, ossia maggioritario a turno unico; l'attuale parlamentare è Alex Burghart del Partito Conservatore, che rappresenta il collegio dal 2017.

## Estensione
- 1974–1983: il distretto urbano di Brentwood, e nel distretto rurale di Epping and Ongar le parrocchie civili di Abbess Beauchamp and Berners Roding, Blackmore, Bobbingworth, Doddinghurst, Fyfield, High Laver, High Ongar, Kelvedon Hatch, Lambourne, Little Laver, Moreton, Navestock, Ongar, Stanford Rivers, Stapleford Abbotts, Stapleford Tawney, Stondon Massey, Theydon Mount e Willingale.
- 1983–2010: il distretto di Brentwood, e i ward del distretto di Epping Forest di Chipping Ongar, Greensted and Marden Ash, High Ongar, Lambourne, Moreton and Matching, Passingford, Roothing Country e  Shelley.
- dal 2010: il Borough di Brentwood, e i ward del distretto di Epping Forest di Chipping Ongar, Greensted and Marden Ash, High Ongar, Willingale and The Rodings, Lambourne, Moreton and Fyfield, North Weald Bassett, Passingford e Shelley.

## Membri del parlamento
| Elezione | Elezione      | Deputato         | Partito      |
| -------- | ------------- | ---------------- | ------------ |
|          | Feb 1974      | Robert McCrindle | Conservatore |
| 1992     | Eric Pickles  |                  | Conservatore |
| 2017     | Alex Burghart |                  | Conservatore |

## Elezioni

### Elezioni negli anni 2020
| Partito                    | Partito                                   | Candidato                  | Risultati 4 luglio 2024 | Risultati 4 luglio 2024 |
| Partito                    | Partito                                   | Candidato                  | Voti                    | %                       |
| -------------------------- | ----------------------------------------- | -------------------------- | ----------------------- | ----------------------- |
|                            | Conservatore                              | Alex Burghart              | 17 731                  | 36,69                   |
|                            | Reform UK                                 | Paul Godfrey               | 11 751                  | 24,31                   |
|                            | Laburista                                 | Gareth Barrett             | 11 082                  | 22,93                   |
|                            | Lib Dem                                   | David Kendall              | 5 809                   | 12,02                   |
|                            | Verdi                                     | Reece Learmouth            | 1 770                   | 3,66                    |
|                            | Democratici Inglesi                       | Robin Tilbrook             | 189                     | 0,39                    |
|                            |                                           |                            |                         |                         |
| Iscritti                   | Iscritti                                  | Iscritti                   | 75 352                  | 100,00                  |
| ↳ Votanti (% su iscritti)  | ↳ Votanti (% su iscritti)                 | ↳ Votanti (% su iscritti)  | 48 332                  | 64,14                   |
| ↳ Astenuti (% su iscritti) | ↳ Astenuti (% su iscritti)                | ↳ Astenuti (% su iscritti) | 27 020                  | 35,86                   |
|                            |                                           |                            |                         |                         |
|                            | Esito: collegio confermato a Conservatore |                            |                         |                         |

### Elezioni negli anni 2010
| Partito                    | Partito                                   | Candidato                  | Risultati 12 dicembre 2019 | Risultati 12 dicembre 2019 |
| Partito                    | Partito                                   | Candidato                  | Voti                       | %                          |
| -------------------------- | ----------------------------------------- | -------------------------- | -------------------------- | -------------------------- |
|                            | Conservatore                              | Alex Burghart              | 36 308                     | 68,58                      |
|                            | Laburista                                 | Oliver Durose              | 7 243                      | 13,68                      |
|                            | Lib Dem                                   | David Kendall              | 7 187                      | 13,58                      |
|                            | Verdi                                     | Paul Jeater                | 1 671                      | 3,16                       |
|                            | Democratici                               | Robin Tilbrook             | 532                        | 1,00                       |
|                            |                                           |                            |                            |                            |
| Iscritti                   | Iscritti                                  | Iscritti                   | 75 255                     | 100,00                     |
| ↳ Votanti (% su iscritti)  | ↳ Votanti (% su iscritti)                 | ↳ Votanti (% su iscritti)  | 52 941                     | 70,35                      |
| ↳ Astenuti (% su iscritti) | ↳ Astenuti (% su iscritti)                | ↳ Astenuti (% su iscritti) | 22 314                     | 29,65                      |
|                            |                                           |                            |                            |                            |
|                            | Esito: collegio confermato a Conservatore |                            |                            |                            |

| Partito                    | Partito                                   | Candidato                  | Risultati 8 giugno 2017 | Risultati 8 giugno 2017 |
| Partito                    | Partito                                   | Candidato                  | Voti                    | %                       |
| -------------------------- | ----------------------------------------- | -------------------------- | ----------------------- | ----------------------- |
|                            | Conservatore                              | Alex Burghart              | 34 811                  | 65,79                   |
|                            | Laburista                                 | Gareth Barrett             | 10 809                  | 20,43                   |
|                            | Lib Dem                                   | Karen Chilvers             | 4 426                   | 8,37                    |
|                            | UKIP                                      | Mick McGough               | 1 845                   | 3,49                    |
|                            | Verdi                                     | Paul Jeater                | 915                     | 1,73                    |
|                            | Indipendente                              | Louca Kousoulou            | 104                     | 0,20                    |
|                            |                                           |                            |                         |                         |
| Iscritti                   | Iscritti                                  | Iscritti                   | 74 943                  | 100,00                  |
| ↳ Votanti (% su iscritti)  | ↳ Votanti (% su iscritti)                 | ↳ Votanti (% su iscritti)  | 52 910                  | 70,60                   |
| ↳ Astenuti (% su iscritti) | ↳ Astenuti (% su iscritti)                | ↳ Astenuti (% su iscritti) | 22 033                  | 29,40                   |
|                            |                                           |                            |                         |                         |
|                            | Esito: collegio confermato a Conservatore |                            |                         |                         |

| Partito                    | Partito                                   | Candidato                  | Risultati 7 maggio 2015 | Risultati 7 maggio 2015 |
| Partito                    | Partito                                   | Candidato                  | Voti                    | %                       |
| -------------------------- | ----------------------------------------- | -------------------------- | ----------------------- | ----------------------- |
|                            | Conservatore                              | Eric Pickles               | 30 534                  | 58,84                   |
|                            | UKIP                                      | Mick McGough               | 8 724                   | 16,81                   |
|                            | Laburista                                 | Liam Preston               | 6 492                   | 12,51                   |
|                            | Lib Dem                                   | David Kendall              | 4 577                   | 8,82                    |
|                            | Verdi                                     | Reza Hossain               | 1 397                   | 2,69                    |
|                            | Democratici                               | Robin Tilbrook             | 173                     | 0,33                    |
|                            |                                           |                            |                         |                         |
| Iscritti                   | Iscritti                                  | Iscritti                   | 72 841                  | 100,00                  |
| ↳ Votanti (% su iscritti)  | ↳ Votanti (% su iscritti)                 | ↳ Votanti (% su iscritti)  | 51 897                  | 71,25                   |
| ↳ Astenuti (% su iscritti) | ↳ Astenuti (% su iscritti)                | ↳ Astenuti (% su iscritti) | 20 944                  | 28,75                   |
|                            |                                           |                            |                         |                         |
|                            | Esito: collegio confermato a Conservatore |                            |                         |                         |

| Partito                    | Partito                                   | Candidato                  | Risultati 6 maggio 2010 | Risultati 6 maggio 2010 |
| Partito                    | Partito                                   | Candidato                  | Voti                    | %                       |
| -------------------------- | ----------------------------------------- | -------------------------- | ----------------------- | ----------------------- |
|                            | Conservatore                              | Eric Pickles               | 28 792                  | 56,91                   |
|                            | Lib Dem                                   | David Kendall              | 11 872                  | 23,47                   |
|                            | Laburista                                 | Heidi Benzing              | 4 992                   | 9,87                    |
|                            | UKIP                                      | Michael McGough            | 2 037                   | 4,03                    |
|                            | BNP                                       | Paul Morris                | 1 447                   | 2,86                    |
|                            | Verdi                                     | Jess Barnecutt             | 584                     | 1,15                    |
|                            | Democratici                               | Robin Tilbrook             | 491                     | 0,97                    |
|                            | Indipendente                              | James Sapwell              | 263                     | 0,52                    |
|                            | Indipendente                              | Danny Attfield             | 113                     | 0,22                    |
|                            |                                           |                            |                         |                         |
| Iscritti                   | Iscritti                                  | Iscritti                   | 70 363                  | 100,00                  |
| ↳ Votanti (% su iscritti)  | ↳ Votanti (% su iscritti)                 | ↳ Votanti (% su iscritti)  | 50 591                  | 71,90                   |
| ↳ Astenuti (% su iscritti) | ↳ Astenuti (% su iscritti)                | ↳ Astenuti (% su iscritti) | 19 772                  | 28,10                   |
|                            |                                           |                            |                         |                         |
|                            | Esito: collegio confermato a Conservatore |                            |                         |                         |

### Elezioni negli anni 2000
| Partito                    | Partito                                   | Candidato                  | Risultati 5 maggio 2005 | Risultati 5 maggio 2005 |
| Partito                    | Partito                                   | Candidato                  | Voti                    | %                       |
| -------------------------- | ----------------------------------------- | -------------------------- | ----------------------- | ----------------------- |
|                            | Conservatore                              | Eric Pickles               | 23 609                  | 53,48                   |
|                            | Lib Dem                                   | Gavin Stollar              | 11 997                  | 27,18                   |
|                            | Laburista                                 | John Adams                 | 6 579                   | 14,90                   |
|                            | UKIP                                      | Stuart Gulleford           | 1 805                   | 4,09                    |
|                            | Indipendente                              | Anthony Appleton           | 155                     | 0,35                    |
|                            |                                           |                            |                         |                         |
| Iscritti                   | Iscritti                                  | Iscritti                   | 64 539                  | 100,00                  |
| ↳ Votanti (% su iscritti)  | ↳ Votanti (% su iscritti)                 | ↳ Votanti (% su iscritti)  | 44 145                  | 68,40                   |
| ↳ Astenuti (% su iscritti) | ↳ Astenuti (% su iscritti)                | ↳ Astenuti (% su iscritti) | 20 394                  | 31,60                   |
|                            |                                           |                            |                         |                         |
|                            | Esito: collegio confermato a Conservatore |                            |                         |                         |

| Partito                    | Partito                                   | Candidato                  | Risultati 7 giugno 2001 | Risultati 7 giugno 2001 |
| Partito                    | Partito                                   | Candidato                  | Voti                    | %                       |
| -------------------------- | ----------------------------------------- | -------------------------- | ----------------------- | ----------------------- |
|                            | Conservatore                              | Eric Pickles               | 16 558                  | 38,03                   |
|                            | Indipendente                              | Martin Bell                | 13 737                  | 31,55                   |
|                            | Lib Dem                                   | David Kendall              | 6 772                   | 15,55                   |
|                            | Laburista                                 | Diana Johnson              | 5 505                   | 12,64                   |
|                            | UKIP                                      | Kenneth Gulleford          | 611                     | 1,40                    |
|                            | Indipendente                              | Peter Pryke                | 239                     | 0,55                    |
|                            | Church of the Militant Elvis              | David Bishop               | 68                      | 0,16                    |
|                            | Indipendente                              | Anthony Appleton           | 52                      | 0,12                    |
|                            |                                           |                            |                         |                         |
| Iscritti                   | Iscritti                                  | Iscritti                   | 64 698                  | 100,00                  |
| ↳ Votanti (% su iscritti)  | ↳ Votanti (% su iscritti)                 | ↳ Votanti (% su iscritti)  | 43 542                  | 67,30                   |
| ↳ Astenuti (% su iscritti) | ↳ Astenuti (% su iscritti)                | ↳ Astenuti (% su iscritti) | 21 156                  | 32,70                   |
|                            |                                           |                            |                         |                         |
|                            | Esito: collegio confermato a Conservatore |                            |                         |                         |

## Risultati dei referendum

### Referendum sulla permanenza del Regno Unito nell'Unione europea del 2016
|             | Collegio            | Lasciare UE % | Rimanere in UE % |
| ----------- | ------------------- | ------------- | ---------------- |
|             | Brentwood and Ongar | 60,8%         | 39,2%            |
| Inghilterra | 53,3%               | 46,7%         |                  |
| Regno Unito | 51,9%               | 48,1%         |                  |